# Mérida (Venezuela)
Mérida (per esteso Santiago de los Caballeros de Mérida) è una città venezuelana situata nella regione andina, capitale dello Stato omonimo e del municipio Libertador. Fondata nel 1558, è una delle principali località delle Ande venezuelane. Nel passato faceva parte del Vicereame della Nuova Granada, in seguito passò sotto la giurisdizione della Capitaneria Generale del Venezuela, svolgendo un ruolo attivo durante la Guerra di Indipendenza. Merida conta più di 300 000 abitanti, mentre l'area metropolitana raggiunge i 450 000. È sede dell'Università delle Ande e dell'arcidiocesi di Mérida. Inoltre vanta la teleferica più alta, la seconda più lunga del mondo. È il maggiore centro universitario e turistico dell'ovest venezuelano.
La città è situata su un altopiano nella valle del fiume Chama che la percorre dalle estremità. La località di Mérida si trova ad un'altitudine di 1 600 m s.l.m. Come fondale dell'orizzonte merideño si erge la cima più elevata del paese, il Pico Bolívar.

## Geografia fisica

### Territorio
La città è situata al centro della cordigliera andina venezuelana, tra la Sierra Nevada de Mérida a sud-est e la Sierra La Culata a nord-ovest, mentre il centro storico si trova sull'altopiano Tatuy di origine alluvionale chiamato. L'idrografia della città conta quattro fiumi principali ed alcuni minori, il più importante dei quali è il Rio Chama, seguito dal Rio Albarregas. Gli altri due sono il Mucujún ed il Milla, fiumi che si uniscono ai due principali. Nella parte bassa della città è presente la laguna La Rosa, una delle 200 presenti dello Stato di Mérida. Tra la parte alta e bassa della città è vi sono circa 400 metri di dislivello, sebbene la parte centrale sia situata su un altopiano sostanzialmente pianeggiante.
La valle dove è situata la città si formò dai 40 ai 60 milioni di anni fa. Il terreno è composto da sedimenti di tipo alluvionale e argillosi, per questo, non è consentita la costruzione di edifici superiori ai 16 piani. Sotto la città è presente la maggiore faglia tettonica dell'occidente del paese, la Boconò. Tra la fauna si distinguono alcune specie di uccelli medio piccoli, come colibrì e pappagalli.
La vegetazione è composta, all'interno della città, da alberi a fusto medio-alto e da felci, mentre in periferia è presente sia vegetazione che boschi tipici delle zone sub-montagnose e subtropicali. A sud dell'agglomerato urbano sono presenti vasti boschi di conifere.

### Clima
A differenza della maggior parte del Venezuela, dove è presente un clima tropicale, con piccole aree caratterizzate da clima della steppa, nella valle di Mérida il clima è temperato, un clima definito di montagna. Questa particolarità è legata alla posizione geografica della città, circondata da montagne alte più di 4 500 metri, nel bel mezzo del ramo venezuelano della cordigliera delle Ande, su un altopiano situato attorno ai 1 500 metri di quota.
Il Venezuela si trova in una zona intertropicale, per questo l'escursione termica annuale è poco significativa. Lo stesso avviene con Mérida, che, nel mese di agosto, registra temperature simili a quelle rilevabili in analoghe condizioni a gennaio.
La temperatura media si mantiene piuttosto bassa rispetto a quella di altre città importanti del paese, con valori che oscillano tra i 18 °C e 24 °C, determinando una media generale di 22 °C. Le piogge, da aprile a novembre, sono di intensità media. La temperatura della città varia dal nord a sud della città a causa dell'altezza variabile dell'altopiano declinante. Il nord della città si trova più in alto, a circa 1700 m sul livello del mare, mantenendo una temperatura media di 19 °C. La parte inferiore possiede un clima più caldo perché si trova a circa 1 300 m, con una temperatura media di 21 °C.
Mérida possiede un'elevata escursione termica giornaliera, dal momento che è situata all'interno del continente, lontano dall'azione mitigante dei mari e dell'oceano, inoltre, situandosi mediamente a circa 1 500 mt s.l.d.m, in zona tropicale, è sede di un intenso irraggiamento solare. Tra il giorno e la notte possono registrarsi variazioni superiori ai 10 °C, con giornate soleggiate al mattino e ventose di notte, alcune delle quali registrano addirittura oscillazioni di 20 °C. Nel corso della notte le temperature possono scendere a meno di 15 °C, mentre le minime non superano mai i 20. Le temperature massime si misurano di giorno, e di solito si assestano attorno ai 25 °C, e raramente superano i 30 °C. Il limite inferiore delle medie giornaliere è di circa 20 °C.
| Clima di Mérida                | Clima di Mérida | Clima di Mérida | Clima di Mérida | Clima di Mérida | Clima di Mérida | Clima di Mérida | Clima di Mérida | Clima di Mérida | Clima di Mérida | Clima di Mérida | Clima di Mérida | Clima di Mérida | Clima di Mérida |
| Mes                            | Gen             | Feb             | Mar             | Apr             | Mag             | Giu             | Lug             | Ago             | Set             | Ott             | Nov             | Dic             | Anno            |
| ------------------------------ | --------------- | --------------- | --------------- | --------------- | --------------- | --------------- | --------------- | --------------- | --------------- | --------------- | --------------- | --------------- | --------------- |
| Temperatura massima media (°C) | 23              | 23              | 24              | 24              | 24              | 24              | 25              | 25              | 25              | 24              | 24              | 23              | 24              |
| Temperatura media (°C)         | 19              | 20              | 20              | 21              | 21              | 21              | 20              | 21              | 21              | 20              | 20              | 19              | 20              |
| Temperatura minima media (°C)  | 15              | 15              | 16              | 17              | 17              | 17              | 16              | 17              | 17              | 16              | 16              | 15              | 16              |
| Precipitazioni (mm)            | 40              | 50              | 50              | 170             | 230             | 160             | 130             | 140             | 190             | 260             | 190             | 80              | 1720            |
| Fonte: Weatherbase.com         |                 |                 |                 |                 |                 |                 |                 |                 |                 |                 |                 |                 |                 |

## Il nome della città

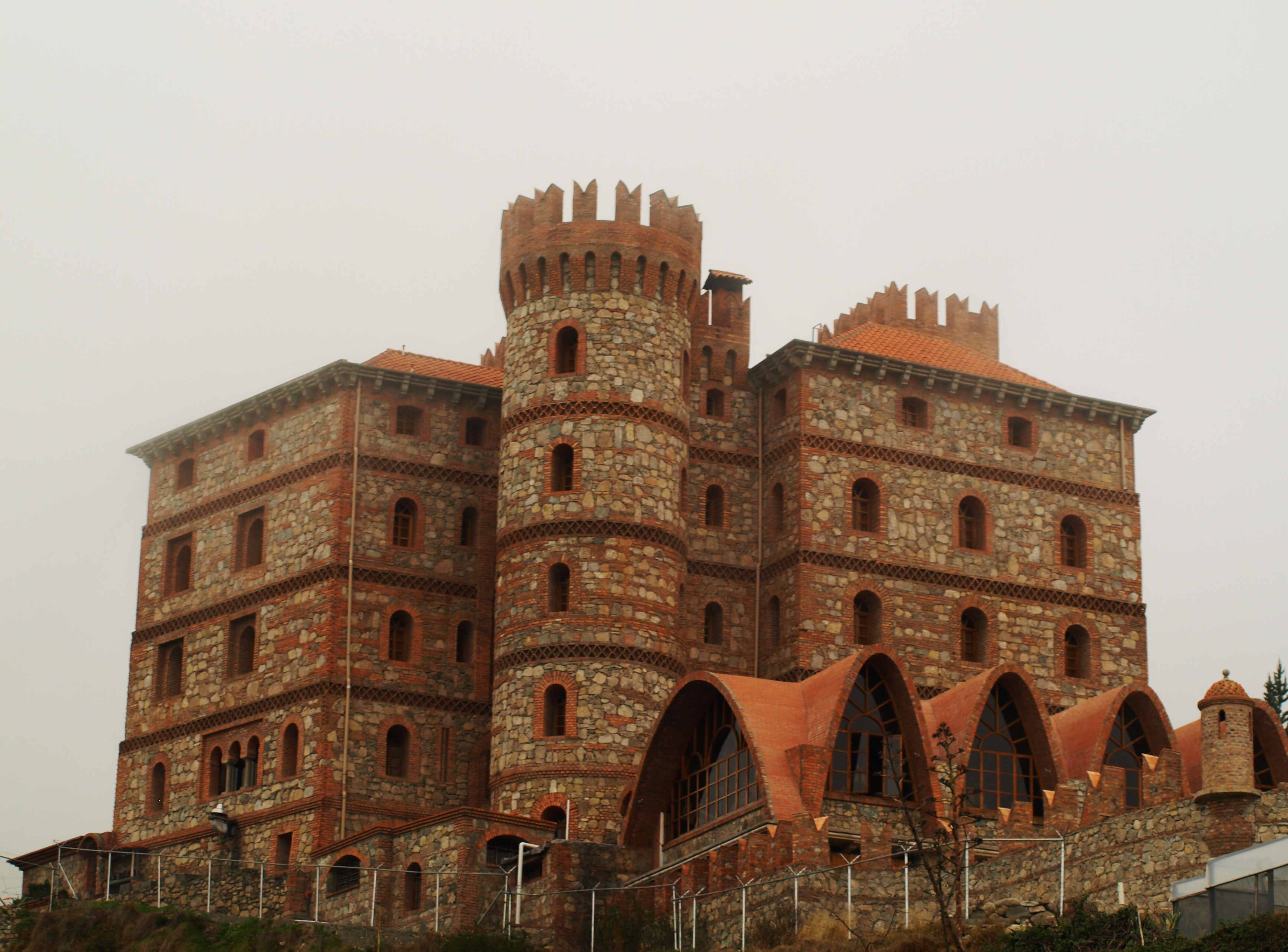
Il Castello di Mucuchies

La città ricevette il suo nome dal fondatore, Juan Rodríguez Suárez che la battezzò in onore alla sua città natale, Mérida in Estremadura. Tuttavia, il conquistadores, esploratore, Juan de Maldonado la ribattezzò San Juan de las Nieves. Nel 1559, cambiò nuovamente nome, optando questa volta per Santiago de los Caballeros. Gradualmente si adottò la denominazione Santiago de los Caballeros de Mérida, forma che combinava i vari nomi adottati nel tempo.
Il nome della città spagnola di Mérida, ora capitale della comunità autonoma dell'Estremadura, trae origine da "Emerita Augusta", che indica che la città fu popolata ai tempi di Augusto con soldati congedati dall'esercito i quali si stanziarono in un villaggio già esistente. In cambio agli antichi abitanti fu concessa la cittadinanza romana. Un altro fatto comune tra la Mérida spagnola e quella venezuelana è che in entrambe le città è presente un affluente del fiume principale chiamato Albarregas.

## Storia
Come è già stato accennato in precedenza, la città venne fondata da Juan Rodríguez Suárez il 9 ottobre 1558. Un anno dopo fu spostata al suo sito attuale da Juan de Maldonado, dipendendo dal corregimiento di Tunja fino all'anno 1607, quando si costituì parte della Real Audiencia di Santa Fé de Bogotá (l'odierna Bogotá).
Nel 1622 diventò la capitale del governatorato di Mérida. Il massimo mandatario stabilì nella città la sua residenza. Successivamente, Mérida ed il governatorato fecero parte del Vicereame della Nuova Granada fino all'anno 1777, dove entrambi i territori entrarono a far parte della Capitaneria Generale del Venezuela.
Nel 1785 la città fu elevata al grado di sede episcopale. Questo condusse alla creazione di un seminario, che, nel 1811, venne convertito in Universidad de Los Andes. Il 9 ottobre 2008 vennero celebrati i 450 anni dalla fondazione della città.
Nel 1812 un violento terremoto causò la distruzione di molti edifici, tra i quali il Seminario che ospitava un'importante biblioteca. Furono perduti sia preziosi incunaboli, che edizioni uniche.

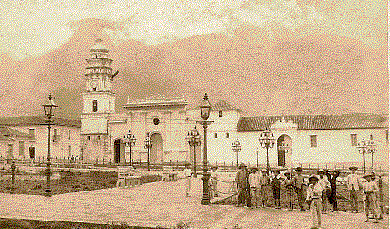
La città di Mérida nel 1899

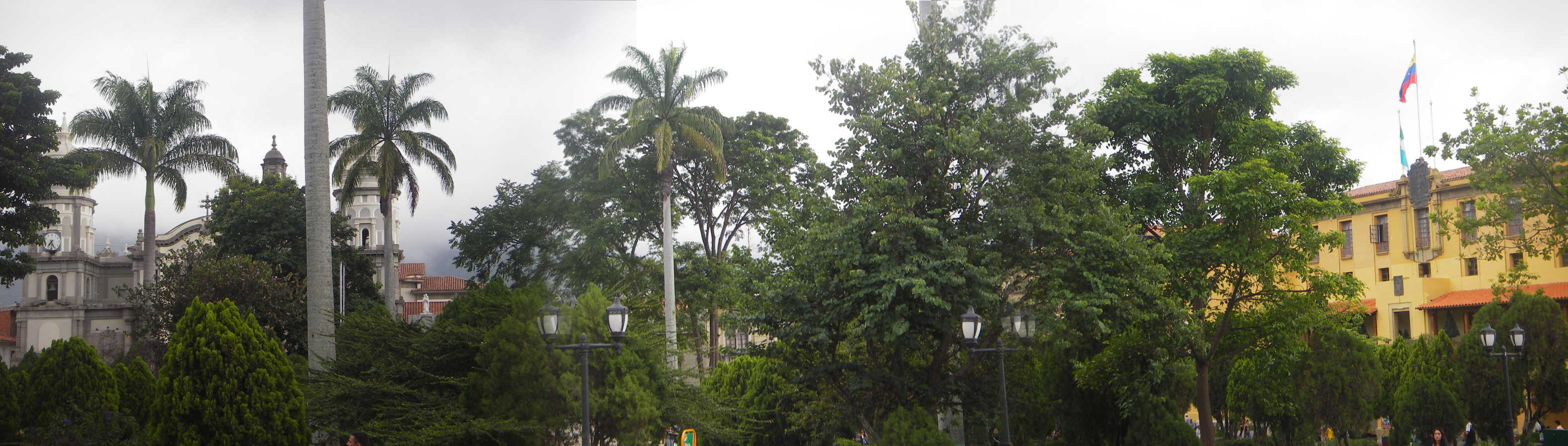
Casco Colonial di Mérida

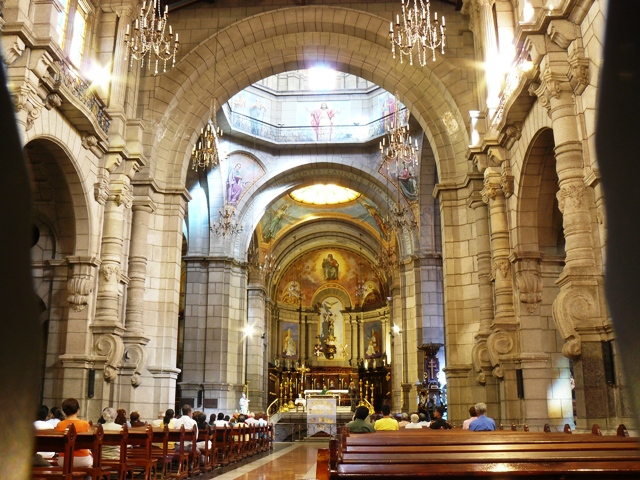
Interno della Cattedrale di Mérida

## Società

### Evoluzione demografica
Secondo il censimento ufficiale del 2001 la popolazione era di 204 000 abitanti, mentre proiezioni del 2009 indicano in circa 230 000 il numero dei residenti, con un'area metropolitana che supera i 300 000.
Nonostante sia uno dei maggiori centri delle Ande venezuelane, Mérida ha avuto, in confronto ad altre città, una crescita più lenta. Al principio del XIX secolo gli abitanti erano appena 5 000, e non si ebbero grossi incrementi nella crescita demografica fino agli ultimi tre decenni del XX secolo, quando, secondo il censimento del 1971, la popolazione passò rapidamente da 74 000 a 204 000. Il notevole e rapido incremento fu dovuto all'inurbamento delle popolazioni provenienti dalle aree rurali, trasferimento di popolazioni comune a tutte le zone del Venezuela di quel periodo. Inoltre, la città ricevette un notevole afflusso di studenti grazie al prestigio accumulato nel corso del tempo dalla Universidad de Los Andes.

### Etnie e minoranze straniere
La città è principalmente abitata da meticci, presenza dovuta soprattutto all'incrocio tra indigeni e bianchi. La città è infatti la seconda del Venezuela, dopo Caracas, per numero di immigrati europei. Secondo un censimento del 1990, le comunità più numerose giunte nel corso degli anni sono l'italiana, la portoghese e la colombiana.

### Qualità della vita
Secondo alcune statistiche Mérida possiede la più alta qualità di vita venezuelana. L'area urbana disponeva all'inizio del millennio di 36 centri di salute, classificabili nel seguente modo: un ospedale "Tipo I", un ospedale "Tipo III" e un ospedale "Tipo IV", situati all'interno della conurbazione di Mérida. Nella città vi sono complessivamente 15 ambulatori urbani, 4 del tipo III e 11 del tipo I, mentre nelle vallate prossime alla città vi sono 18 "Ambulatorios Rurales", 13 del Tipo II e 5 del "Tipo I".
L'Università delle Ande del Venezuela e le sue installazioni sono molto legate alla vita della città, con un'infrastruttura medica composta principalmente da centri ospedalieri appartenenti a quest'ultima e a centri di salute a carattere privato. Tra gli ospedali pubblici che offrono un servizio gratuito, si segnala l'ospedale, Instituto Autónomo Hospital Universitario de Los Andes (HULA), il maggiore ospedale della regione, e altri due ospedali minori, ed un locale della Croce Rossa Venezuelana. Tra le infrastrutture ospedaliere private, note come cliniche, le più grandi sono, l'Hospital Clínico de Mérida, il Centro Clínico, la Clínica Mérida, la Clínica Albarregas ed altre decine più piccole.
Nonostante la precaria situazione dell'infrastruttura sanitaria venezuelana, nella città di Mérida si riceve una migliore qualità nell'assistenza sanitaria di base, grazie al lavoro dell'IHULA. Questo limita l'esodo dei pazienti verso i centri privati, rispetto ad altre località del Venezuela.

## Economia
Nel 2001 la città aveva uno tra i minori indici di povertà della nazione. Secondo il censimento di quell'anno, l'indice di povertà si assestava al 18,09%, poco superiore soltanto a quello di San Cristóbal (17,05%) e a quello dei quartieri più eleganti di Caracas, come il municipio Chacao (8,69%), Baruta (11,22%) e San Antonio de Los Altos (6,13%) nello Stato Miranda.
L'economia della città ha iniziato a trasformarsi dall'inizio del XX secolo. L'agricoltura nel passato era tradizionalmente importante delle attività economiche di Mérida, grande centro di distribuzione dei prodotti agricoli della regione. Inoltre nei dintorni si trovavano importanti fattorie dedicate alla produzione di canna da zucchero, che permisero la costruzione di uno zuccherificio. Attualmente lo zuccherificio è abbandonato ed è stato convertito in un museo.

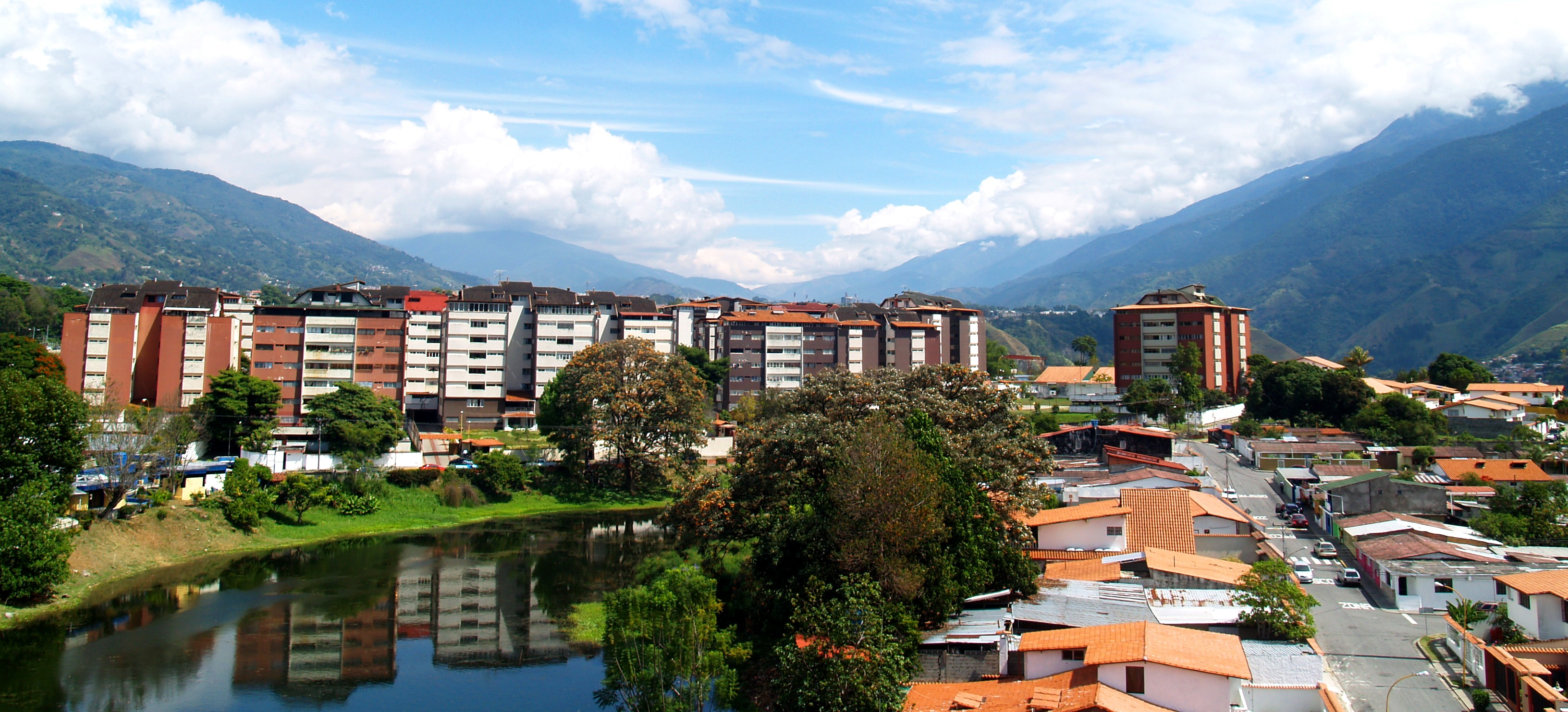
Vista aerea della città di Mérida: Séctor Las Tápias y Laguna de Las Rosas

### Turismo
Nel 1960, con la costruzione della funivia di Mérida nel 1960, che conduce al Pico Espejo, a 4 765 m di quota, con il completamento della superstrada transandina e l'inaugurazione dell'aeroporto intracittadino, le attività economiche ricevettero un notevole impulso, passando rapidamente dal settore primario dell'agricoltura, al settore terziario dei servizi, specialmente nel settore del turismo. La funivia è stata oggetto di restauro dal 2015 e riaperta al pubblico il 7 ottobre 2016.
Il turismo, denominato spesso industria verde, è la principale fonte di sostentamento della città, una delle sue industrie più remunerative. Dal punto di vista turistico, la città offre la vista di due imponenti catene montuose, ed è circondata da una vallata dove è sempre presente un clima primaverile. Merida conta alcuni parchi, musei, piazze, che conservano l'antico aspetto coloniale, molte chiese barocche e neoclassiche, ecc. Negli ultimi anni, la creazione dell'unico parco della scienza del Venezuela, "zona libera" dal punto di vista culturale, scientifico e tecnologico, diede notevole un impulso allo sviluppo della città nell'ambito tecnologico, anche grazie all'appoggio fornito dall'Università delle Ande.
Nel 2005 la città di Mérida si segnalava a livello nazionale per il basso costo della vita e per i relativamente alti redditi pro-capite, pari a circa 4 381 dollari, reddito che la situano al nono posto tra le città del Venezuela. Il settore dei servizi fornisce un'importante percentuale delle entrate dell'Estado Mérida. Nel 2005 nella città di Mérida si contavano 82 537 persone potenzialmente attive dal punto di vista economico, di queste, il 6,57% è disoccupata.

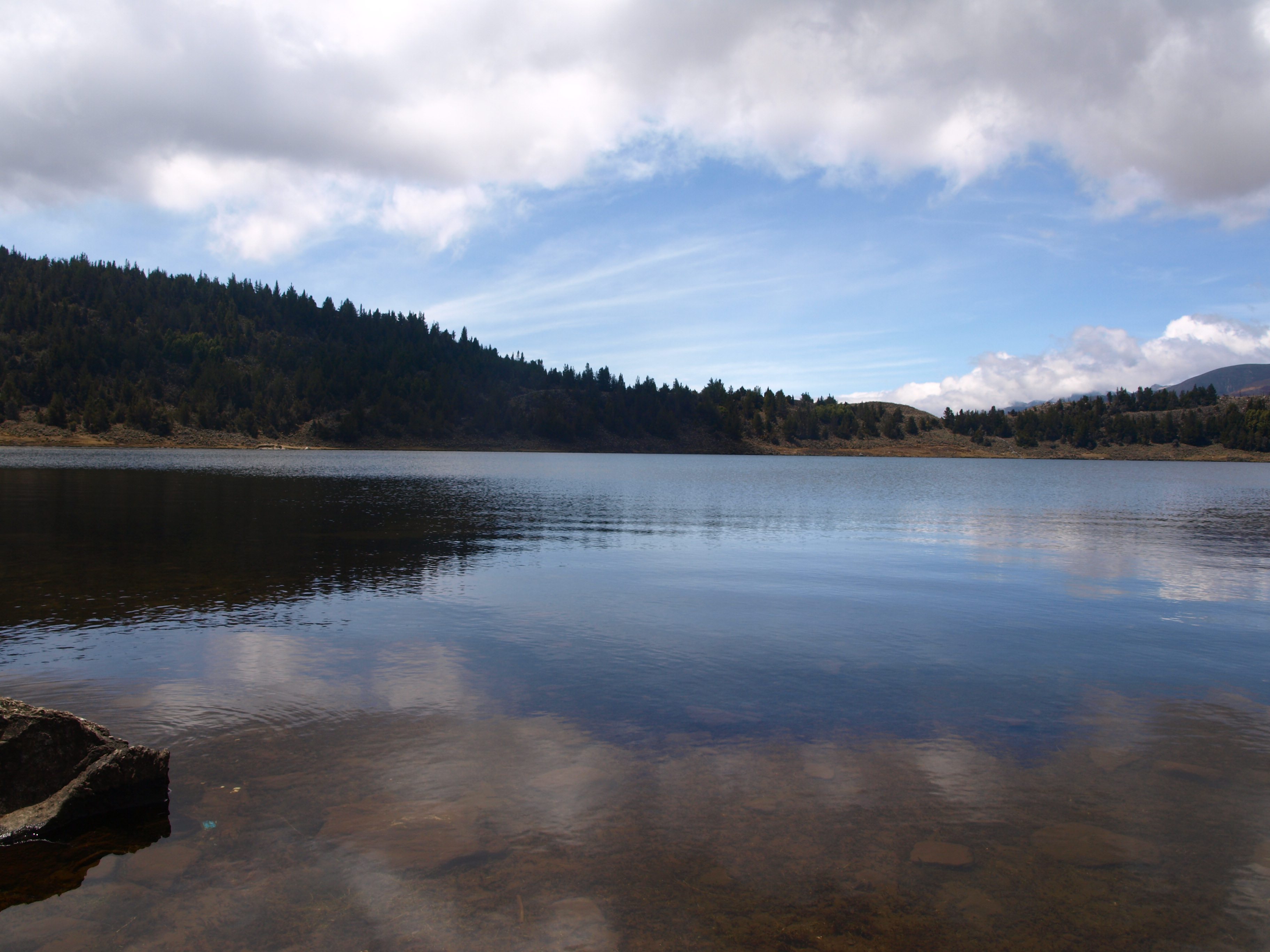
Laguna di Mucubají

Dal 2009 Mérida è stata più volte colpita da diverse calamità naturali che hanno contribuito alla diminuzione del potere medio d'acquisto dei suoi abitanti. Inoltri altri fattori hanno condotto la città al fondo di una crisi economica quasi costante.
La chiusura della funivia ed il rifiuto di varie compagnie aeree ad operare nell'aeroporto Alberto Carnevalli, causarono perdite milionarie al turismo. Oltre a questo i minori proventi giunti all'Universidad de los Andes hanno determinato una riduzione del 30% del denaro circolante. A questo si sono sommati fenomeni naturali come quello de La Niña, che ha provocato danni enormi alle strade, distruggendone completamente alcune.

## Infrastrutture e trasporti
Durante l'epoca coloniale e molto tempo dopo l'indipendenza, la città si trovò emarginata dalle altre località del paese per mancanza di vie di comunicazione. Verso la metà del XX secolo venne costruita la prima strada, la Transandina, che unisce la città al resto del territorio, facilitandone l'accesso. Da quel momento si progettarono altre vie di comunicazione con il resto del paese, anche se la mancanza di manutenzione e le condizioni del terreno hanno causato lunghe interruzioni del traffico.

### Aeroporti
La città, dal 1956, è sede dell'Aeroporto Alberto Carnevalli. L'aeroporto serve principalmente per il trasporto privato, per il servizio di ambulanza aerea e per il trasporto di pacchi e valori.

### Viabilità
La città ha quattro arterie principali che la attraversano, oltre ad altre cinque vie minori. La principale è l'unione di viale Andrés Bello e Urdaneta, le quali comunicano con le vie del centro, i viali 2, 3 e 4. Con una lunghezza di oltre 8 km, il viale prosegue dal centro di Mérida fino all'inizio di Ejido. Gli altri tre viali sono l'unione del Las Americas e Alberto Carnevali; quello dei viali 16 settembre, Tulio Febres Cordero e l'anello viario di viale Los Próceres. È in progetto la costruzione dell'autostrada Sur del Chama.
Due strade nazionali collegano Mérida con altre città del paese. La prima è la Troncal, o Autostrada transandina, che arriva dalla città di Valera, attraversa la cordigliera andina dalla valle del rio Chama e, arrivando fino alla località di Apartaderos, si unisce alla locale numero 1 per poi seguire il corso del fiume Santo Domingo fino alla città di Barinas. La seconda via di carattere nazionale è la Carretera La Variante, che giungendo nel settore Estanques, diventa l'autostrada Rafael Caldera. La Variante collega Mérida con El Vigía, che, a sua volta, si collega con la Panamericana, collegandosi così con la Colombia e con importanti destinazioni regionali, come San Cristóbal e Maracaibo.

### Trasporti pubblici

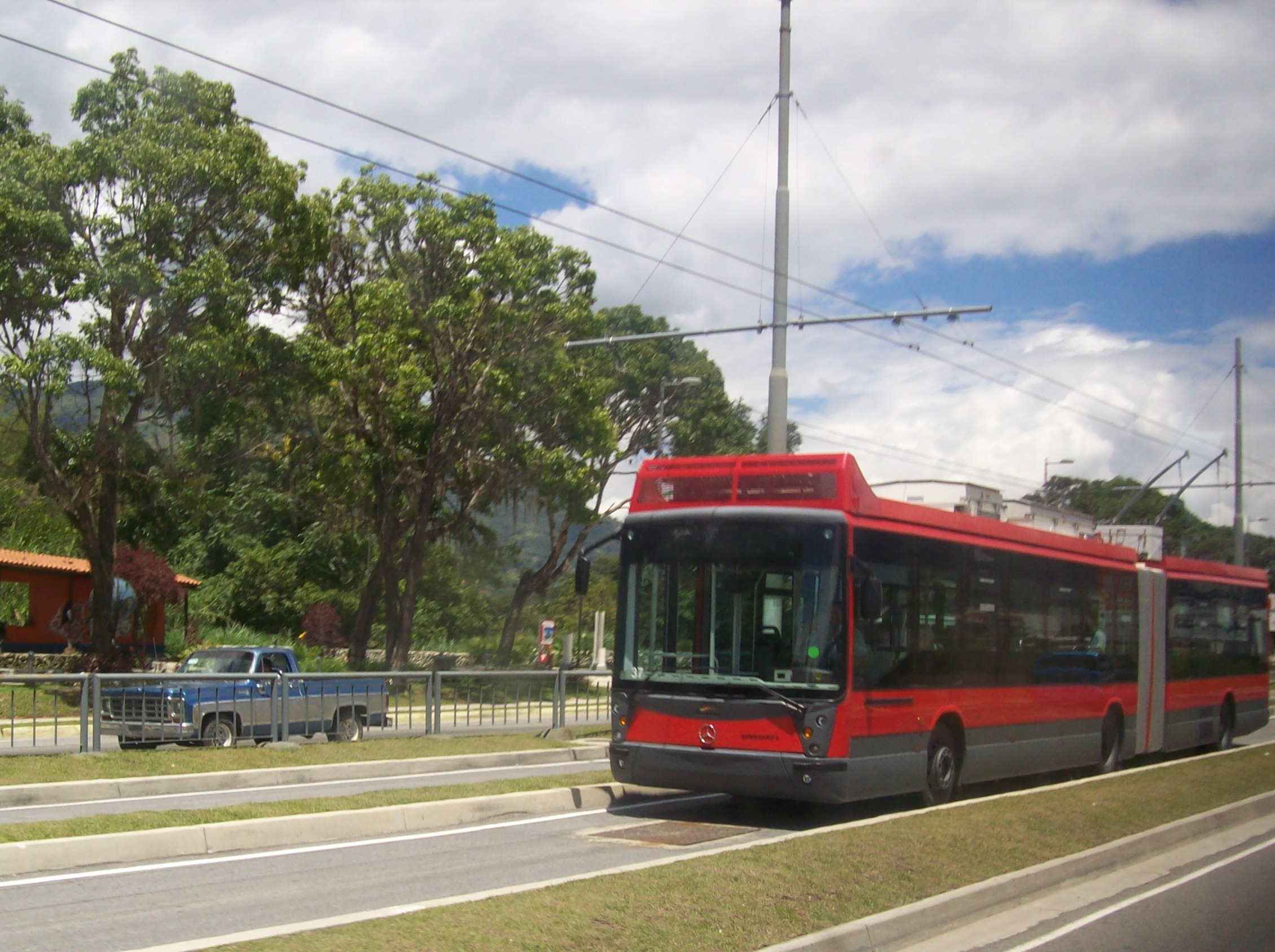
Filobus di Merida

La città dispone di una vasta rete urbana e interurbana di autobus che la collegano alla sua area metropolitana. Le linee sono gestite da associazioni di autisti o cooperative private, come per la maggior parte del Venezuela. Il prezzo, gestito dal municipio, offre tariffe speciali per anziani e studenti. Alla fine del secolo scorso, venne progettata una rete di filobus; nel 2006 fu terminata la prima linea, e una volta completata la rete, Mérida diventerà la prima città dell'America Latina, con meno di 500 000 abitanti, a possedere un sistema di trasporti massivo.

## Amministrazione
Merìda, capitale dello Stato omonimo, è sede del governatore e della camera legislativa dello Stato, così come degli uffici del sindaco e gli uffici regionali giudiziali e elettorali. Inoltre, 13 delle 15 parrocchie del municipio Libertador si trovano all'interno della città. Nel febbraio 2009, così come in altre parti del paese, sindaco e governatore furono osteggiati da membri di differenti correnti politiche.

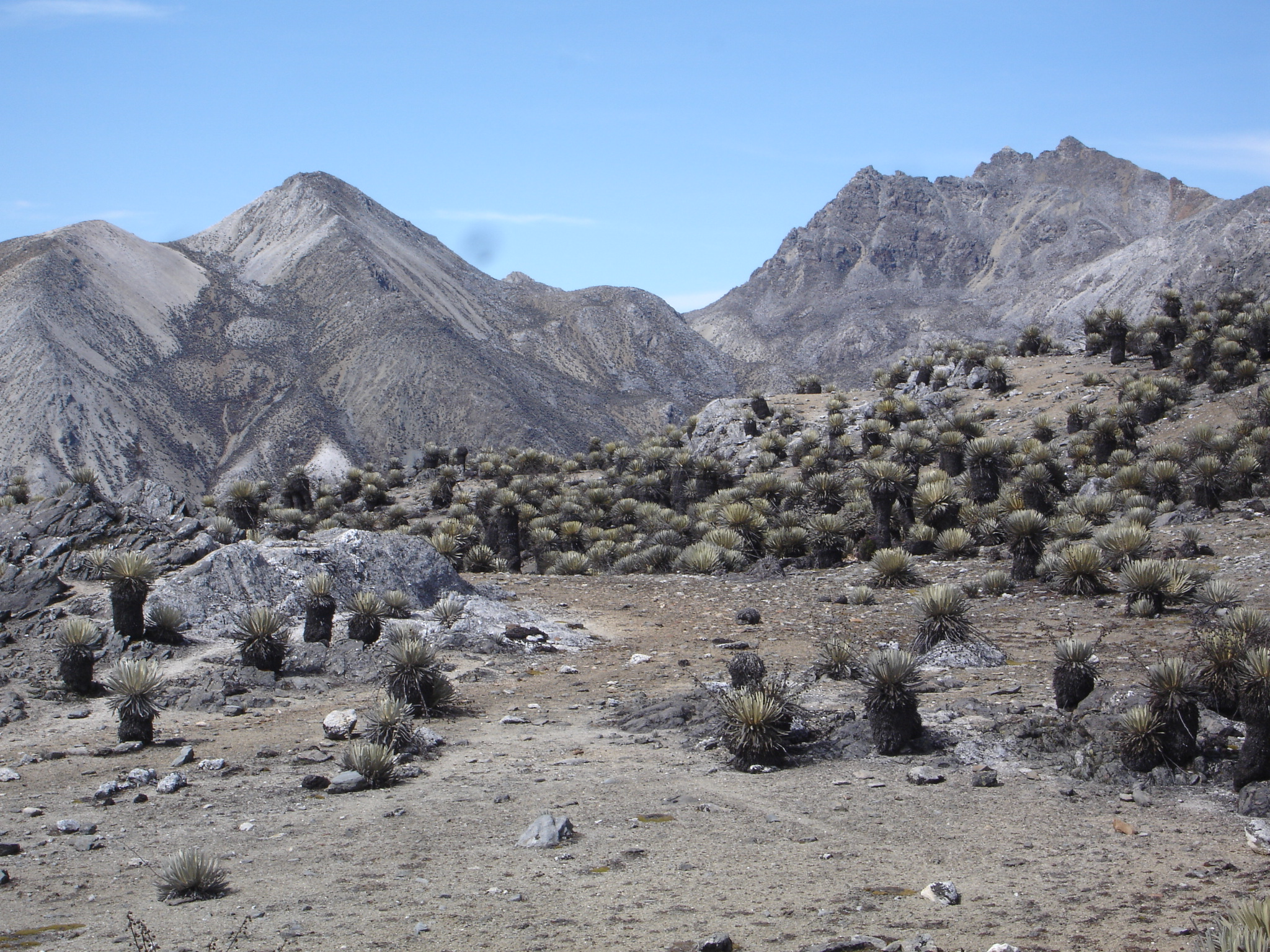
Piedras Blancas del Páramo de la Culata, Mérida

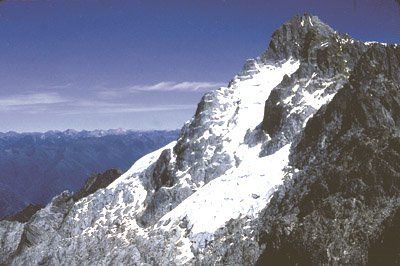
Il Pico Bolívar.

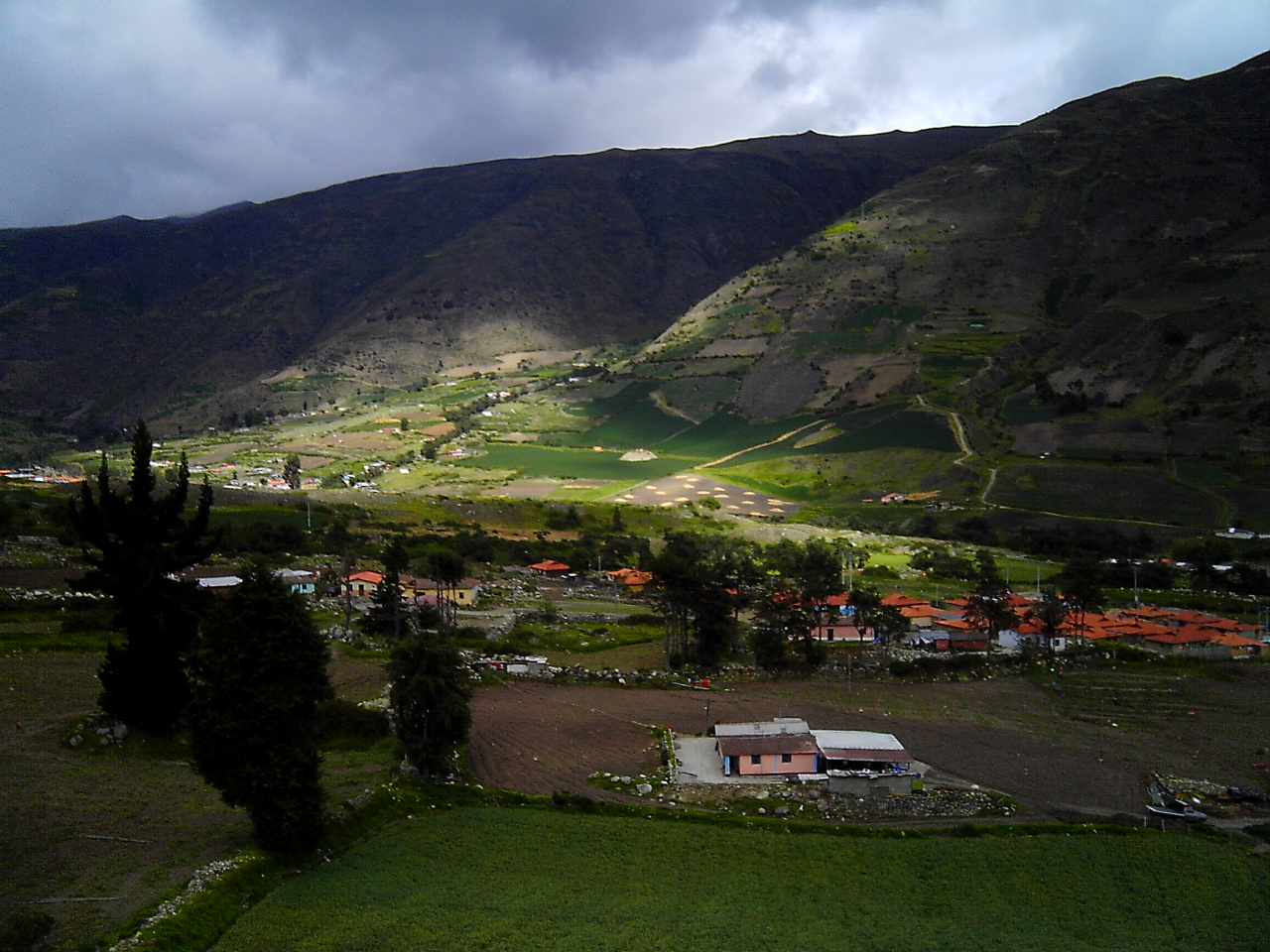
Vista di un páramo merideño

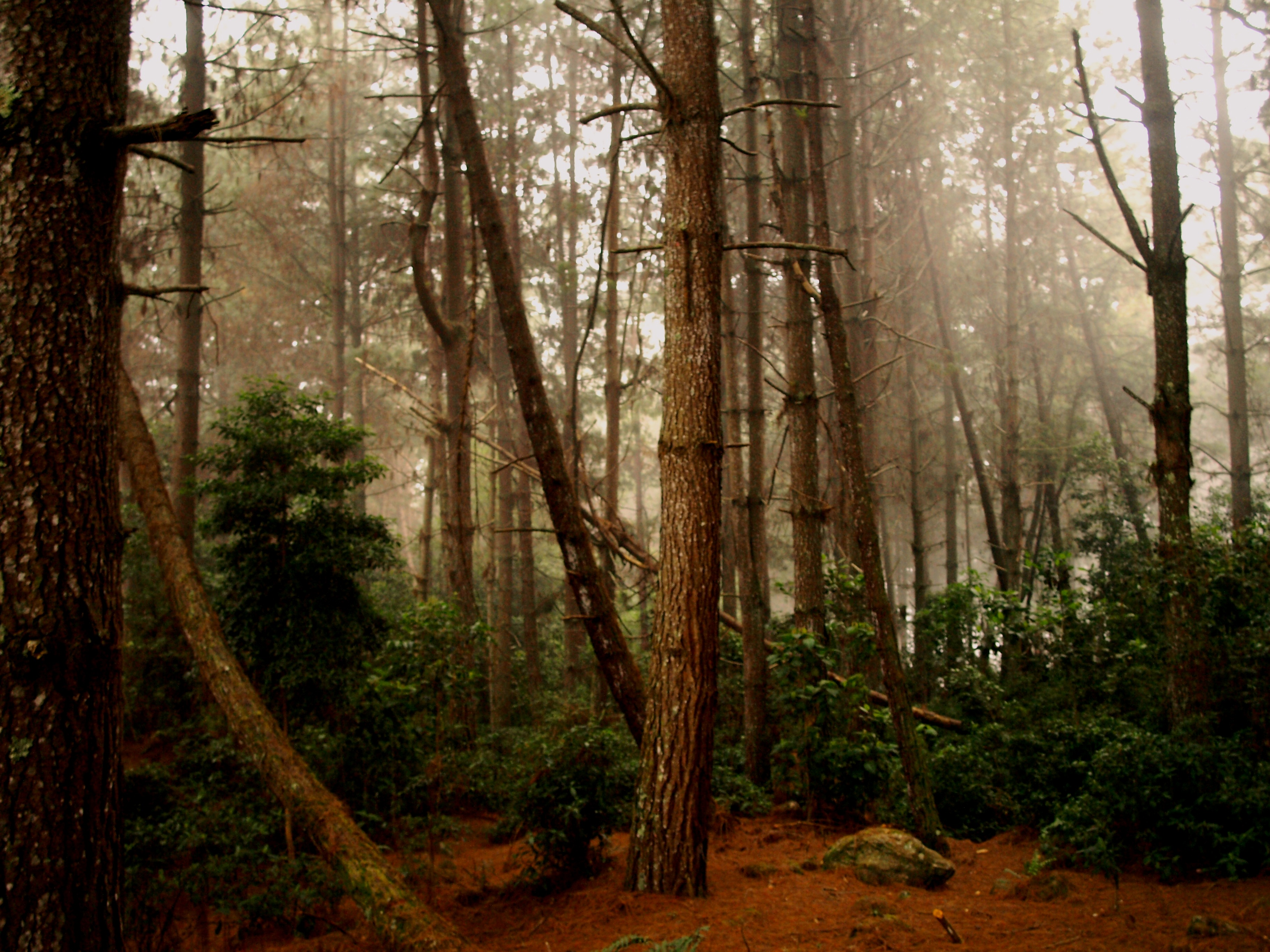
Bosque de El Valle

Il sindaco del 2008, Léster Rodríguez Herrera, anteriormente rettore dell'Università de los Andes (ULA), si mise alla testa di una coalizione in opposizione al governo del sindaco Carlos León, il quale, a causa della sua scarsa presenza tra le comunità locale non ebbe una felice amministrazione al suo secondo mandato.

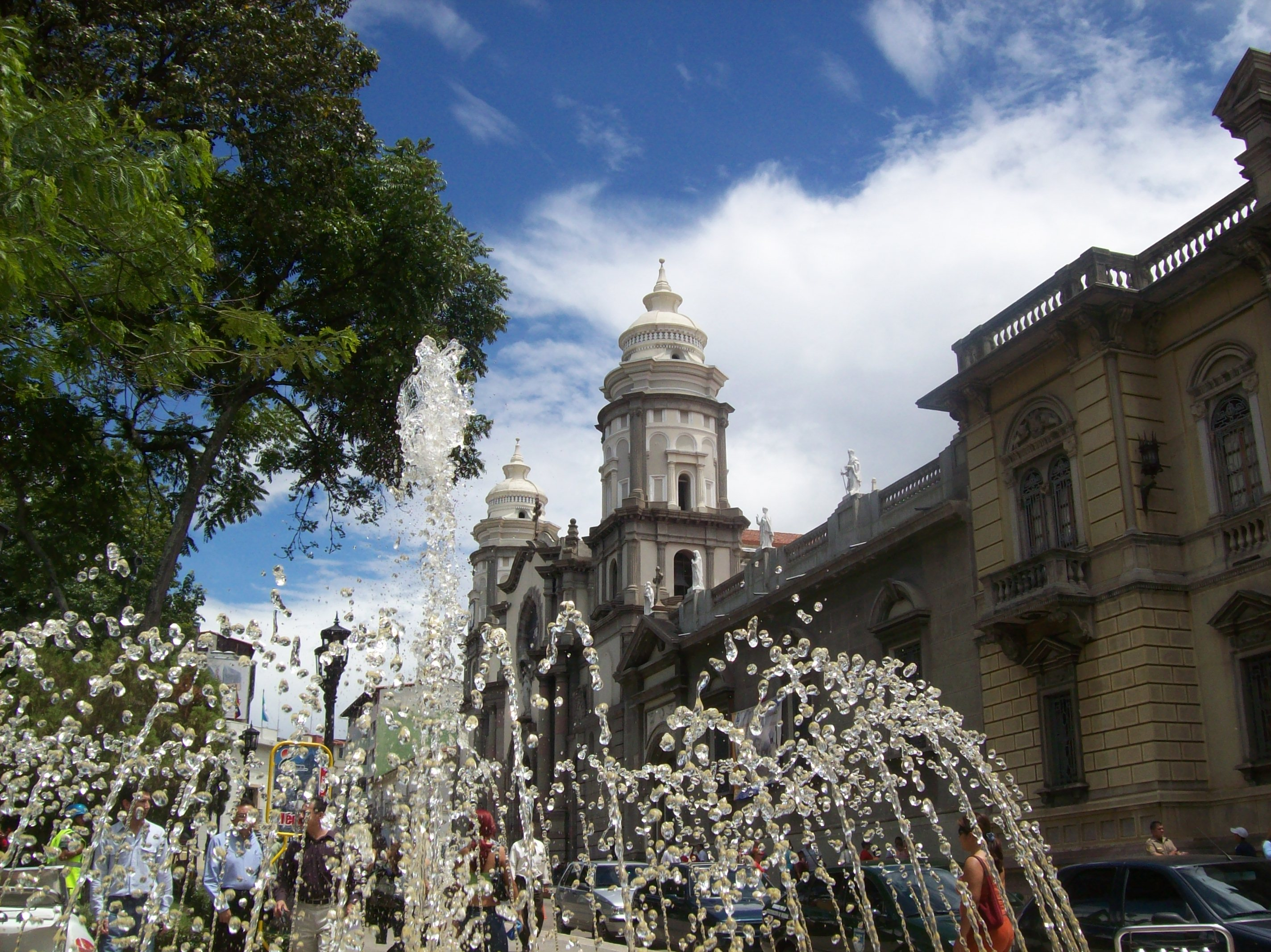
Av. 4 Bolivar, Palazzo Arcivescovile e Basilica Minore di Mérida

Il governatore dello Stato dal 2008 al 2012 fu Marcos Díaz Orellana, membro del PSUV, vincitore delle elezioni contro il suo oppositore William Dávila Barrios. In una città dove è presente una notevole popolazione studentesca, un ruolo importante lo gioca il rettore dell'Universidad de Los Andes, che dal 2009 è Mario Bonucci Rossini. Nel dicembre del 2012 Alexis Ramírez, membro del PSUV, venne eletto, per un periodo di quattro anni, nuovo governatore dello Stato di Mérida.